# La grande avventura (film 1954)
La grande avventura è un film italiano del 1954 diretto da Mario Pisu.